# HMS Prince of Wales (53)
HMS Prince of Wales (53) var ett slagskepp av King George V-klass sjösatt 1939 som sänktes i strid 10 december 1941. Fartygets förste och enda chef var kommendör John Leach.

## Historia
Prince of Wales deltog bland annat i slaget vid Danmarksundet tillsammans med slagkryssaren HMS Hood i jakten på slagskeppet Bismarck varpå Hood blev träffad, exploderade och sjönk. Prince of Wales blev också träffad av en granat från Bismarcks 380 mm huvudartilleri, som emellertid lade sig till ro bland förråden för brännolja utan att explodera. Prince of Wales var tvungen att dra sig ur striden med Bismarck på grund av att huvudartilleriet hakat upp sig. Prince of Wales vände senare mot Island för att bunkra brännolja och deltog därmed inte i slutstriderna mot Bismarck. 
Prince of Wales var värdskepp vid konferensen mellan premiärminister Winston Churchill och president Franklin D. Roosevelt vid Newfoundland den 10-12 augusti 1941.       
Prince of Wales och hennes slagkryssarkompanjon HMS Repulse sänktes av japanska torpedbombplan medan de försökte försvara Malaya. Prince of Wales blev det första slagskeppet som sänktes av flygplan under strid på öppet vatten.